# Gare de Vieux-Thann-ZI
Gare de Vieux-Thann-ZI – przystanek kolejowy w miejscowości Vieux-Thann, w departamencie Górny Ren, w regionie Grand Est, we Francji. Jest zarządzany przez SNCF i obsługiwany przez pociągi TER Grand Est.

## Położenie
Znajduje się na linii Lutterbach – Kruth, na km 9,147 między stacjami Cernay i Vieux-Thann, na wysokości 325 m n.p.m.

## Linie kolejowe
- Linia Lutterbach – Kruth